# یوهان الین
یوهان اُلین (فنلاندی: Johan Olin; ۳۰ ژوئن ۱۸۸۳ – ۳ دسامبر ۱۹۲۸) کشتی‌گیر اهل فنلاند بود.